# Ehle
Die Ehle ist ein etwa 40 Kilometer langer rechter Nebenfluss der Elbe auf dem Gebiet des Landkreises Jerichower Land im Bundesland Sachsen-Anhalt.

## Name
In älteren Texten wird die Ehle als Eelde bezeichnet. Der Name leitet sich vom germanischen Adjektiv *alđa- (ursprünglich 'genährt, groß,
alt') ab.

## Verlauf
Der Fluss entspringt im Westfläming nahe dem Ort Schweinitzer Hütten und mündet in die Elbe auf der Höhe des Ortes Lostau. In Fließrichtung berührt er folgende Orte:
- Schweinitz
- Rosian
- Isterbies
- Rottenau
- Loburg
- Padegrim
- Zeppernick
- Lochow
- Möckern
- Wallwitz
- Vehlitz
- Dannigkow
- Gommern
- Menz
- Gübs
- Heyrothsberge
- Biederitz

Bei Calenberge vereinigen sich die Ehle und der Elbe-Umflutkanal, der Hochwasser der Elbe um Schönebeck und Magdeburg leitet. Ab dem Zusammenfluss als Umflutehle bezeichnet, verläuft der Fluss nach Norden und erreicht bei Biederitz die Elbauen. Bis zur Mündung westlich von Lostau nutzt das Gewässer teilweise einen Altarm der Elbe.
Die Ehle wird siebenmal von Bundesstraßen gekreuzt: In Schweinitz, Loburg und Möckern durch die B 246, in Vehlitz und Gommern durch die B 246a, in Dannigkow durch die B 184 und bei Heyrothsberge durch die B 1. Zudem queren die Bahnstrecken Biederitz–Altengrabow bei Möckern, Biederitz–Trebnitz bei Gommern sowie Berlin–Magdeburg bei Biederitz den Fluss. Bei Heyrothsberge liegt die denkmalgeschützte Eisenbahn-Flutbrücke der stillgelegten Bahnstrecke Biederitz–Magdeburg-Buckau.

## Geschichte
Bis in die zweite Hälfte des 18. Jahrhunderts mündete die Ehle etwas nördlich von Biederitz in die Elbe, rund vier Kilometer südlich der heutigen Mündung. Zwischen 1740 und 1789 wurde der Elblauf in diesem Bereich durch drei Durchstiche um 11,3 Kilometer verkürzt und mehr nach Westen verlegt, so dass sich der Lauf der Ehle verlängerte.
Beim Bau des Elbe-Umflutkanals ab 1869 wurde die Ehle ab der Neuen Mühle (zu Vogelsang) verlegt. Es entstand die mit Deichen eingefasste direkte Verbindung zum Umflutkanal. Zuvor verlief die Ehle weiter östlich; dieser Gewässerabschnitt ist als Alte Ehle erhalten und mündet heute bei Heyrothsberge in den Umflutkanal. Die Neue Mühle wurde mit Wasser angetrieben, das über die Alte Ehle abfloss. Hochwasser der Ehle wurde über die Verbindung zum Umflutkanal abgeschlagen. Wenn der Umflutkanal Hochwasser der Elbe abführte, wurde der Mühlbetrieb eingestellt, da dann der Abfluss aus der Alten Ehle bei Heyrothsberge unterbrochen war. An der Alten Ehle liegt südwestlich von Wahlitz die Klusbrücke. Die im 16. Jahrhundert erbaute Brücke steht unter Denkmalschutz; einst war sie Teil der einzigen Querung des Elbtals bei Magdeburg.
Mitte der 1960er Jahre wurden am Oberlauf zahlreiche Flussbegradigungen vorgenommen, um in diesem Gebiet die DDR-Großfelderwirtschaft zu optimieren. Obwohl in den meisten aktuellen Kartenwerken die Ehle-Quelle östlich von Schweinitz eingezeichnet ist, ist sie in der Natur dort nicht mehr zu finden. Südlich des Ortes verläuft ein ausgetrockneter Graben, der seit mindestens 1990 kein Wasser mehr führt. Dies resultiert zum Teil aus dem Betrieb der Wasserfassung Nedlitz als auch durch ein zurückgehendes Niederschlagsgeschehen. Hierfür liegen bei der Trinkwasserversorgung Magdeburg GmbH (TWM) seit Anfang der 1990er Jahre jährlich erstellte hydrogeologische Jahresberichte vor.
Zwischen Möckern und Gommern durchfloss die Ehle bis ins 19. Jahrhundert hinein ein ausgedehntes Sumpfgebiet. Hier fand am 5. April 1813 ein Gefecht zwischen preußisch-russischen und napoleonischen Truppen statt, das den Beginn der Vertreibung Napoleons aus Deutschland einläutete (Gefecht bei Möckern).